# イスラエルの大統領
イスラエルの大統領（イスラエルのだいとうりょう、ヘブライ語: נשיא המדינה, Nesi Medinat Yisra'el）は、イスラエルの元首たる大統領である。

## 資格
イスラエルに居住するイスラエル国民であれば立候補できる。

## 選出
大統領はクネセト（立法府）において、過半数の支持を得た候補が選出される。1、2回目の投票で過半数を得た候補がいなければ、3回目の投票において最も多く得票した候補が選出される。任期は7年で再選は禁止されている。1999年までは任期は5年であり、2期までの再選が認められていた。
副大統領職は設置されておらず、死亡、辞任、解任などの理由により大統領が職務執行不能となった場合には、クネセト議長が代理として職務にあたる。
大統領としての適格を著しく欠く場合、または職務遂行が困難となった場合には、クネセトで3/4以上の賛成を得れば大統領を解任することができると憲法に定められている。

## 職務
イスラエルの大統領は儀礼的存在として憲法により職務が制限されているため、実務は首相が担当する。クネセトの開会式の開会宣言、外国大使の信任状受理、議会が採択した法律や批准した条約への署名、大使、裁判官、中央銀行総裁の任命、法務大臣の勧告にもとづく受刑者の特赦と減刑などが公式な職務である。
大統領がこれらの職務を遂行するにあたっては、関連閣僚の助言・勧告のもとに行われることが通例となっている。

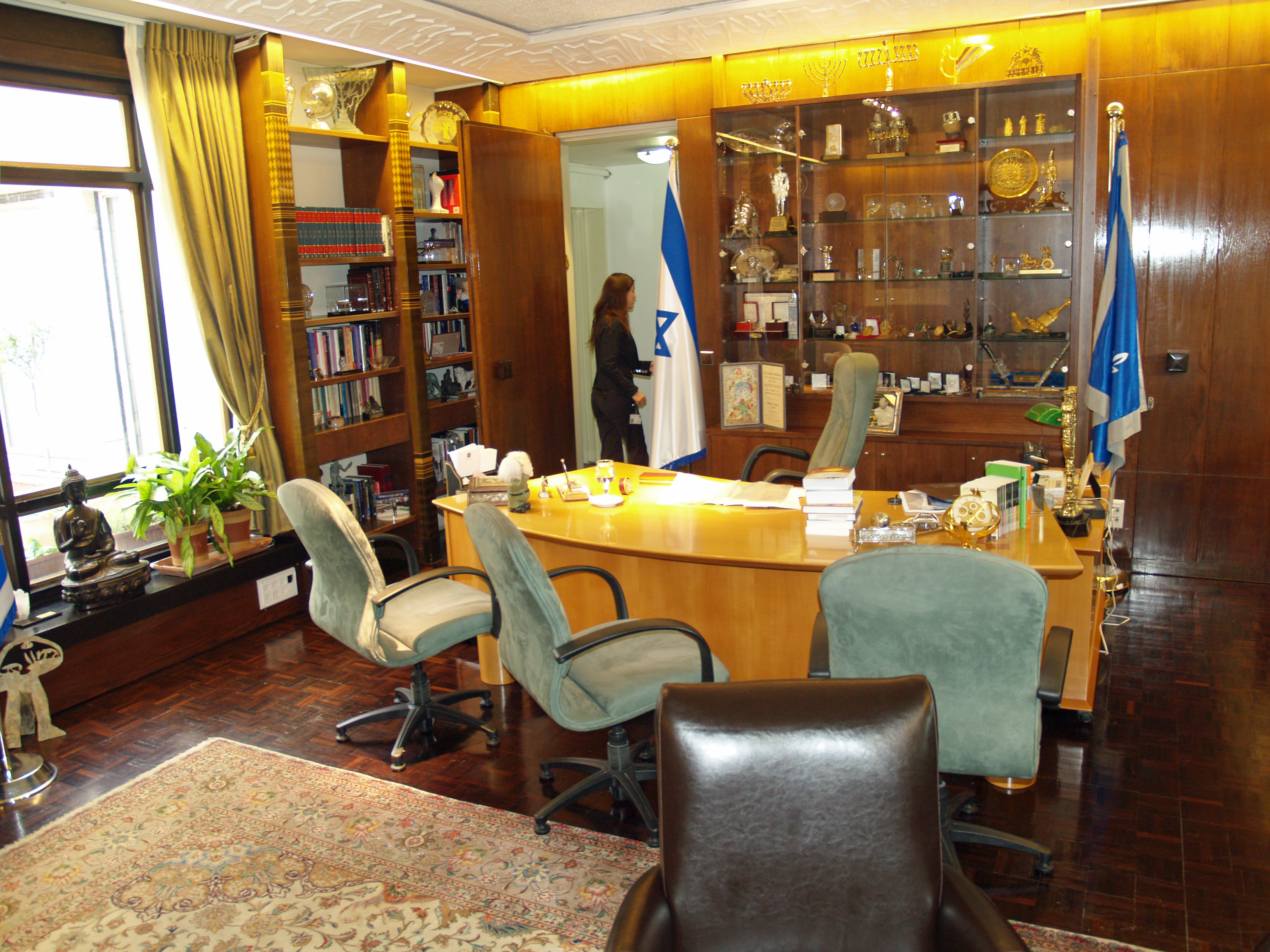
大統領執務室

## 大統領の一覧
| 暫定国家評議会 (1948-1949) |                                                                          |        |                |                                 |                                 |              |                             |
| 代                         | 議長                                                                     | 議長   | 所属政党       | 期                              | 在任期間                        | 在任期間     | 備考                        |
| 001                        | ダヴィド・ベン＝グリオン דוד בן-גוריון David Ben-Gurion                  |        | マパイ         | －                              | 1948年5月14日 - 1948年5月16日   | 2日          |                             |
| 002                        | ハイム・アズリエル・ヴァイツマン חיים עזריאל ויצמן Chaim Azriel Weizmann |        | 総合シオニスト | －                              | 1948年5月16日 - 1949年2月17日   | 277日        |                             |
| 大統領 (1949-現在)         |                                                                          |        |                |                                 |                                 |              |                             |
| 代                         | 大統領                                                                   | 大統領 | 所属政党       | 期                              | 在任期間                        | 在任期間     | 備考                        |
| 001                        | ハイム・アズリエル・ヴァイツマン חיים עזריאל ויצמן Chaim Azriel Weizmann |        | 総合シオニスト | 1                               | 1949年2月17日 - 1951年11月25日  | 3年 + 192日  | 政府発足                    |
| 001                        | ハイム・アズリエル・ヴァイツマン חיים עזריאל ויצמן Chaim Azriel Weizmann | 2      | 総合シオニスト | 1951年11月25日 - 1952年11月9日  | 在任中に死去                    | 3年 + 192日  |                             |
| 00－                       | ヨセフ・スプリンザック יוסף שפרינצק Yosef Sprinzak                       | 2      |                | マパイ                          | 1952年11月9日 - 1952年12月16日  | 37日         | 大統領代行 （クネセト議長） |
| 002                        | イツハク・ベン=ツヴィ יצחק בן צבי Yitzhak Ben-Zvi                        |        | マパイ         | 3                               | 1952年12月16日 - 1957年10月28日 | 10年 + 128日 |                             |
| 002                        | イツハク・ベン=ツヴィ יצחק בן צבי Yitzhak Ben-Zvi                        | 4      | マパイ         | 1957年10月28日 - 1962年10月30日 |                                 | 10年 + 128日 |                             |
| 002                        | イツハク・ベン=ツヴィ יצחק בן צבי Yitzhak Ben-Zvi                        | 5      | マパイ         | 1962年10月30日 - 1963年4月23日  | 在任中に死去                    | 10年 + 128日 |                             |
| 00－                       | カディッシュ・ルス קַדִּישׁ לוּז Kadish Luz                                   | 5      |                | マパイ                          | 1963年4月23日 - 1963年5月21日   | 28日         | 大統領代行 （クネセト議長） |
| 003                        | ザルマン・シャザール זלמן שז"ר Zalman Shazar                             |        | マパイ         | 6                               | 1963年5月21日 - 1968年3月26日   | 10年 + 3日   |                             |
| 003                        | ザルマン・シャザール זלמן שז"ר Zalman Shazar                             | 7      | マパイ         | 1968年3月26日 - 1973年5月24日   |                                 | 10年 + 3日   |                             |
| 004                        | エフライム・カツィール אפרים קציר Ephraim Katzir                         |        | 労働党         | 8                               | 1973年5月24日 - 1978年5月29日   | 5年 + 5日    |                             |
| 005                        | イツハク・ナヴォン יצחק נבון Yitzhak Navon                               |        | 労働党         | 9                               | 1978年5月29日 - 1983年5月5日    | 4年 + 341日  |                             |
| 006                        | ハイム・ヘルツォーグ חיים הרצוג Chaim Herzog                             |        | 労働党         | 10                              | 1983年5月5日 - 1988年2月23日    | 10年 + 8日   |                             |
| 006                        | ハイム・ヘルツォーグ חיים הרצוג Chaim Herzog                             | 11     | 労働党         | 1988年2月23日 - 1993年5月13日   |                                 | 10年 + 8日   |                             |
| 007                        | エゼル・ヴァイツマン עזר ויצמן Ezer Weizman                              |        | 労働党         | 12                              | 1993年5月13日 - 1998年3月4日    | 7年 + 61日   |                             |
| 007                        | エゼル・ヴァイツマン עזר ויצמן Ezer Weizman                              | 13     | 労働党         | 1998年3月4日 - 2000年7月13日    | 任期満了前に辞任                | 7年 + 61日   |                             |
| 00－                       | アブラハム・バーグ אברהם בורג Avraham Burg                               | 13     |                | 労働党                          | 2000年7月13日 - 2000年8月1日    | 19日         | 大統領代行 （クネセト議長） |
| 008                        | モシェ・カツァブ משה קצב موسى قصاب Moshe Katsav                          |        | リクード       | 14                              | 2000年8月1日 - 2007年7月1日     | 6年 + 334日  | 任期満了前に辞任            |
| 00－                       | ダリア・イツィク דליה איציק داليا ايتسيك Dalia Itzik                     |        | カディマ       | 14                              | 2007年7月1日 - 2007年7月15日    | 14日         | 大統領代行 （クネセト議長） |
| 009                        | シモン・ペレス שמעון פרס Shimon Peres                                    |        | カディマ       | 15                              | 2007年7月15日 - 2014年7月24日   | 7年 + 9日    |                             |
| 010                        | ルーベン・リブリン ראובן ריבלין Reuven Rivlin                            |        | リクード       | 16                              | 2014年7月24日 - 2021年7月7日    | 6年 + 348日  |                             |
| 011                        | イツハク・ヘルツォグ יצחק "בוז׳י" הרצוג Isaac Herzog                     |        | 労働党         | 17                              | 2021年7月7日 - （現職）         | 3年 + 348日  |                             |